# صيدناني بولر
صيدناني بولر (الاسم العلمي: Tamias bulleri) (بالإنجليزية: Buller's Chipmunk)‏ هو نوع من الحيوانات يتبع جنس الصيدناني من فصيلة السنجابيات.